# Copa Constitució 2006
La Copa Constitució 2006 és la 14a edició de la Copa d'Andorra de futbol.

## Primera ronda
La disputen equips de la Segona divisió d'Andorra.
- CE Principat B 0-3 FC Encamp
- FC Santa Coloma B 1-4 Casa Estrella del Benfica
- FC Lusitans B 2-0 Sporting Club d'Escaldes

## Segona ronda
S'incorporen els quatre darrers classificats a la Primera Divisió.
- FC Encamp 3-4 Inter Club d'Escaldes
- Atlètic Club d'Escaldes 3-2 Casa Estrella del Benfica
- FC Lusitans B 0-2 UE Extremenya
- CE Principat 1-2 UE Engordany

## Quarts de final
S'incorporen els quatre primers classificats a la Primera Divisió.
- Inter Club d'Escaldes 2-3 FC Rànger's
- Atlètic Club d'Escaldes 6-7 FC Lusitans
- UE Extremenya 0-3 FC Santa Coloma
- UE Engordany 0-5 UE Sant Julià

## Semifinals
- FC Lusitans 2-4 FC Rànger's
- UE Sant Julià 0-1 FC Santa Coloma

## Final
| FC Santa Coloma | 1-1              | FC Rànger's |
| --------------- | ---------------- | ----------- |
|                 | (5-3) als penals |             |

 Camp d'Esports d'Aixovall
(Sant Julià de Lòria)        